# Sing Sing Sing (band)
 For alternative betydninger, se Sing Sing Sing. (Se også artikler, som begynder med Sing Sing Sing)
Sing Sing Sing er et dansk pop og rock band, der blev dannet i 2010 af Ivan Pedersen, Nina Forsberg, Alex Nyborg Madsen, Sascha Dupont Connor og Søren Jacobsen.
De indspillede samme år Bob Dylans My Back Pages og var på turné med omkring 40 koncerter i 2011. Kort efter blev Forsberg erstattet med Lonnie Kjer, som også var med på debutalbummet, The Crossover, fra 2014, der modtog to ud af seks stjerner i musikmagasinet GAFFA. Medlemmerne er alle aktive i andre konstellationer, og bandet var egentlig tænkt som et sideprojekt, men har alligevel gennemført flere turneer med stor succes.

## Diskografi
- The Crossover (2014)